# 560'erne f.Kr.
Århundreder: 7. århundrede f.Kr. – 6. århundrede f.Kr. – 5. århundrede f.Kr.
Årtier: 610'erne f.Kr. 600'erne f.Kr. 590'erne f.Kr. 580'erne f.Kr. 570'erne f.Kr. – 560'erne f.Kr. – 550'erne f.Kr. 540'erne f.Kr. 530'erne f.Kr. 520'erne f.Kr. 510'erne f.Kr.
År: 569 f.Kr. 568 f.Kr. 567 f.Kr. 566 f.Kr. 565 f.Kr. 564 f.Kr. 563 f.Kr. 562 f.Kr. 561 f.Kr. 560 f.Kr.